# Ianabinda
Ianabinda est une commune urbaine malgache située dans la partie centre-nord de la région d'Anosy.